# Bitwa pod Liwem
Bitwa pod Liwem, bitwa o Liwskie Mosty – bitwa z okresu powstania listopadowego, która miała miejsce w dniach 9–10 kwietnia i 14–15 kwietnia 1831. 
Starcie odbyło się pomiędzy oddziałami polskimi i wojskami rosyjskimi pod miejscowością Liw przy przeprawie na rzece Liwiec.

## Wydarzenia poprzedzające bitwę
Do pierwszej potyczki powstania listopadowego pod Liwem doszło między 12 a 13 lutego 1831. Wydarzenie to poprzedziło bitwę pod Dobrem. Wówczas to armia rosyjska dowodzona przez feldmarszałka Iwana Dybicza, maszerując na Warszawę, napotkała na opór polskich oddziałów na grobli łączącej mosty na rzece Liwiec. Dowodzący polskim oddziałem kpt. Teodor Wysocki próbował bezskutecznie przy pomocy batalionu piechoty, szwadronu jazdy i dwóch dział uniemożliwić odbudowanie rosyjskim saperom zniszczonego mostu. Przy zbyt małych siłach przedsięwzięcie to nie udało się i następnego dnia Rosjanie byli po drugiej stronie rzeki. Polscy obrońcy wycofali się pod miejscowość Pniewnik, oczekując na nadejście gen. Jana Skrzyneckiego.

## Bitwa o Liwskie Mosty
Właściwa bitwa pod Liwem miała miejsce w kwietniu 1831 i była efektem kontrofensywy wojsk polskich przeciw wycofującym się na Podlasie wojskom rosyjskim. Idąca od strony miejscowości Dębe Wielkie trzema kolumnami armia polska doszła do granic Mazowsza. 3 kwietnia 1831 oddział płk. Henryka Dembińskiego zajął Liw i mosty na rzece Liwiec. Kilka dni później dołączył do niego z posiłkami gen. Walenty Andrychiewicz, który ufortyfikował przyczółek, budując szaniec przedmostowy. 
Feldmarszałek Iwan Dybicz postanowił w tym czasie odzyskać przeprawę przez rzekę, nakazując zaatakować polską placówkę. Uderzenie Rosjan było tak silne, że Polacy ponieśli dotkliwe straty. Nie pomogło również wsparcie sił gen. Jana Nepomucena Umińskiego przybyłego z odsieczą. Co prawda zdołały one ponownie zająć pozycję przed mostem i wyspę na rzece, ale szybko zostały z nich wyparte przez następny kontratak oddziałów feldmarszałka Dybicza. Kilkunastu polskich żołnierzy dostało się do niewoli. Gen. Umiński próbował jeszcze kilkakrotnie przedzierać się przez groblę, ale jego zabiegi były bezskuteczne i niosły za sobą zbyt duże straty w ludziach. Niedługo później feldmarszałek Dybicz, zaatakowany z innej strony frontu, był zmuszony wycofać się dalej na wschód, odstępując pola nacierającym wojskom polskim.

## Podsumowanie bitwy
Bitwa pod Liwem kosztowała oddziały dużo strat. Zginęło kilkuset żołnierzy zarówno po jednej, jak i po drugiej stronie. Polskie wojsko okupiło ten bój dodatkowo, gdyż kilkunastu żołnierzy zaraziło się w tym czasie cholerą, przywleczoną przez żołnierzy rosyjskich co przyczyniło się do późniejszej epidemii tej choroby w szeregach armii.
Poległych w bitwie pochowano w Liwie przy drodze do miejscowości Zawady na wzgórzu nazwanym Piaskownią. Miejscowi mogiłę tą nazywają Podfigury.